# Stenopogon kocheri
Stenopogon kocheri är en tvåvingeart som beskrevs av Timon-david 1951. Stenopogon kocheri ingår i släktet Stenopogon och familjen rovflugor. Inga underarter finns listade i Catalogue of Life.